# SS d'Andròmeda
SS d'Andròmeda (SS Andromedae) és un estel variable situat a la constel·lació d'Andròmeda. Visualment s'hi troba a poc més de 3º al nord de 3 d'Andròmeda, prop del límit amb la veïna constel·lació de Cassiopea. Es troba aproximadament a 1.100 anys llum de distància del sistema solar.
SS d'Andròmeda és una gegant vermella lluminosa de tipus espectral M6II. Fins i tot dins de les gegant vermelles, és un estel molt fred —comparable a Rasalgethi (α Herculis), 30 d'Hèrcules o EU del Dofí—, sent la seva temperatura superficial de sols 2.920 K. La seva lluminositat bolomètrica —no només en l'espectre visible sinó també considerant la important quantitat d'energia radiada com a llum infraroja— és 622 vegades major que la del Sol. No obstant això, no és un estel massiu; s'estima que la seva massa actual és aproximadament un 11% inferior a la massa solar.
La variabilitat d'aquesta gegant vermella va ser ressenyada per primera vegada el 1935 per Ernst Zinner. Catalogada com a variable semiregular polsant de tipus SRC —igual que la coneguda μ Cephei—, la seva lluentor varia entre magnitud aparent +9,0 i +10,1 al llarg d'un període de 152,5 dies.